# 偏差值

常態分布曲線。偏差值（T-score）的數值位於最下方。68.3%樣本的偏差值會介於40-60之間，也就是正負1個標準差之間。

偏差值（日语：／），又稱為T-分數，是一種利用標準分（Z-分數）算法得到的與排名掛鉤的數值，一般用於衡量日本升學時受驗學生的分數排位，稱為學力偏差值。學生的偏差值越高，表示分數排位越靠前，越容易進入好的高中或大學學習。研究所（大學院）的錄取因普遍與導師意向關係較大，一般沒有偏差值。
偏差值的公式為標準分乘以10後加上50，因此分數正好等於平均值的學生偏差值為50，分數高於平均分數1個標準差的學生偏差值為60，依照標準常態分配表（Z Table）可知該位學生的PR值為84.134%。

## 概要
目前日本的學校偏差值一般介於35-70之間。諸如東京大學、京都大學、早稻田大學、慶應義塾大學、一橋大學等日本頂尖學府偏差值可能達到70左右。
偏差值的平均值為50，標準差為10。

## 計算方法
偏差値 Ti 的計算公式是：
{\displaystyle T_{i}={\frac {10(x_{i}-\mu _{x})}{\sigma _{x}}}+50}
上式中：
{\displaystyle {\begin{aligned}&\mu _{x}={\frac {1}{N}}\sum _{i=1}^{N}x_{i}\\&\sigma _{x}={\sqrt {{\frac {1}{N}}{\sum _{i=1}^{N}(x_{i}-\mu _{x})^{2}}}}={\sqrt {{\frac {1}{N}}{\sum _{i=1}^{N}x_{i}^{2}-\mu _{x}^{2}}}}\\\end{aligned}}}
N：總樣本數；　xi：單個樣本的值；　μx： 算術平均數；　σx： 標準差

## 例子
假設一共10000人受驗，且分數的分布為常態分布，那麼偏差值與排名和PR值有以下關係：
| 偏差值 | Z-分數 | 排名   | PR值   | 113學測 | 113學測 |
| 偏差值 | Z-分數 | 排名   | PR值   | 社會組  | 自然組  |
| ------ | ------ | ------ | ------ | ------- | ------- |
| 80     | +3.0   | 14名   | 99.865 | 59      | 60      |
| 70     | +2.0   | 228名  | 97.725 | 54      | 56      |
| 65     | +1.5   | 668名  | 93.319 | 50      | 53      |
| 60     | +1.0   | 1587名 | 84.134 | 45      | 48      |
| 55     | +0.5   | 3085名 | 69.146 | 40      | 43      |
| 50     | 0      | 5000名 | 50     | 34      | 36      |
| 45     | -0.5   | 6915名 | 30.854 | 29      | 30      |
| 40     | -1.0   | 8413名 | 15.866 | 23      | 25      |
| 35     | -1.5   | 9332名 | 6.681  | 18      | 20      |
| 30     | -2.0   | 9773名 | 2.275  | 14      | 16      |
| 20     | -3.0   | 9987名 | 0.135  | 6       | 6       |

學測級分數字參考自《113學年度學科能力測驗統計圖表》〈2至4科不同科目組合級分人數分布表〉「自低分往高分累計」的百分比對照常態分布下的PR值，不能直接對應到偏差值。社會組科目為國文、英文、數學B、社會，總人數88,632人；自然組科目為國文、英文、數學A、自然，總人數72,651人。

## 其他用法
- 臉部偏差值（顔面偏差値）

以偏差值的形式評價臉部外貌好壞的網路用語。有時候會以數值評價外貌的好壞，但也常用「臉部偏差值高」這種表達作為「是帥哥（美女）」的另一種說法。在中文則簡稱為「顏值」。
- 愛情偏差值（恋愛偏差値）

指能按照自己的想法推進戀愛進程的能力。2002年，富士電視台與共同電視製作了一部名為《戀愛偏差值》的電視劇。

## 外部連結
- 大学偏差値一覧 （页面存档备份，存于）